# Kim Ji-hyun (actriz nacida en 1982)
Kim Ji-hyun (en hangul, 김지현; nacida el 2 de enero de 1982) es una actriz surcoreana de musicales, cine y televisión.

## Vida personal
Kim Ji-hyun se graduó en actuación en la Universidad Nacional de Artes de Corea.
En 2018 la actriz se vio envuelta sin motivo, por una cuestión de homonimia, en el caso de acoso y violencia sexual por el que fue condenado el dramaturgo y director Lee Yun-taek tras las acusaciones de varias actrices que fueron sus víctimas.

## Carrera
Es miembro de la compañía Servicio de Entrega de Espectáculos Kanda (극단 공연배달서비스 간다 단).
Ha desarrollado gran parte de su carrera en el ámbito de los musicales, donde debutó en 2007 con 김종욱 찾기 (Encuentra a Kim Jong-wook), y ha tenido una presencia continua desde 2014. Sus últimos papeles en este campo han sido el de Aldonza Lorenzo en El hombre de La Mancha (2021) y Seon-hee en Let Me Fly (2022).
Junto a esta consolidada carrera en el musical, y después de algunos papeles menores entre 2008 y 2014, desde 2018 la actriz ha tenido una participación creciente en la televisión. 
En 2019 estuvo en el reparto de la serie Justice como la fiscal Cha Nam-sik, una mujer que se siente cómoda con la estructura jerárquica y que ganó poder a través de ella.
En 2020 fue Choi Dae-soon, la hermana mayor del protagonista Dae-hyun (Ji Chang-wook), en La novata de la calle.
En 2021 interpretó el personaje de Joo-yeon, la nuera mayor del Grupo Sungjin y representante de la Galería de Arte, en el drama de suspenso y misterio Artificial City, emitido por JTBC entre diciembre de ese año y febrero del siguiente.
En febrero de 2022 se estrenó Treinta y nueve, coprotagonizada por Kim Ji-hyun junto a Son Ye-jin y Jeon Mi-do. Interpreta el papel de gerente de cosméticos en unos grandes almacenes, persona tímida y que nunca ha experimentado una relación amorosa a pesar de estar a punto de llegar a los 40 años.

## Filmografía

### Cine
| Año  | Título        | Hangul                    | Papel              | Notas | Ref.          |
| ---- | ------------- | ------------------------- | ------------------ | ----- | ------------- |
| 2006 | Solace        | 사랑할 때 이야기하는 것들 | Lee Mi-ran         |       | [ 11 ]        |
| 2009 | A Little Pond | 작은 연못                 | Hyun               |       |               |
| 2021 | The Box       | 더 박스                   | Na-na              |       |               |
| 2024 | Pilot         | 파일럿                    | Esposa de Jung-woo |       | [ 12 ] [ 13 ] |

### Series de televisión
| Año     | Título                       | Papel          | Canal | Notas                              | Ref.          |
| ------- | ---------------------------- | -------------- | ----- | ---------------------------------- | ------------- |
| 2010    | Jejungwon                    | Chwi-ran       | SBS   |                                    |               |
| 2010    | My Sister's March            | Heo Yang-mi    | MBC   |                                    |               |
| 2014    | I'm Dying Soon               | Min-hee        | KBS2  | Drama Special, ep. 6.              |               |
| 2018    | The Smile Has Left Your Eyes | Jang Se-ran    | TVN   |                                    | [ 14 ]        |
| 2019    | Justice                      | Cha Nam-sik    | KBS2  |                                    | [ 15 ]        |
| 2020    | La novata de la calle        | Choi Dae-soon  | SBS   |                                    | [ 7 ]         |
| 2021    | El amor es como el chachachá | Kim Seon-ah    | TVN   | Cameo, ep. 6.                      | [ 16 ]        |
| 2021    | Artificial City              | Lee Joo-yeon   | JTBC  |                                    | [ 8 ]         |
| 2022    | Treinta y nueve              | Jang Joo-hee   | JTBC  |                                    | [ 9 ]         |
| 2023-24 | Tell Me That You Love Me     | Song Seo-kyung | ENA   |                                    | [ 17 ]        |
| 2024    | The Auditors                 | Seo Hee-jin    | tvN   | Aparición especial, episodios 9-10 | [ 18 ] [ 19 ] |
| 2025    | Law and the City             | Kim Ryu-jin    | tvN   |                                    | [ 20 ]        |

### Musicales
| Año     | Título                                | Hangul          | Papel           | Notas                                         | Ref.   |
| ------- | ------------------------------------- | --------------- | --------------- | --------------------------------------------- | ------ |
| 2007    | Encuentra a Kim Jong-wook             | 김종욱 찾기     |                 |                                               |        |
| 2008    | Chicago                               |                 | Velma Kelly     |                                               | [ 21 ] |
| 2010    | La desaparición del príncipe heredero | 왕세자실종사건  | Jung-jeon       | 19/10-7/11 en Doosan Art Center Space 111     | [ 22 ] |
| 2018    | Bungee Jump                           | 번지점프를 하다 |                 |                                               | [ 23 ] |
| 2018/19 | Pungwolju                             | 풍월주          | Reina Jin-seong | 4/12-17/2/19 en Uniplex                       | [ 24 ] |
| 2019    | Woman's Eye                           | 여명의 눈동자   | Yoon Yeo-ok     | 1/3-14/4 en Centro de Arte Daesung D Cube     | [ 24 ] |
| 2019    | Orgullo y prejuicio                   | 오만과 편견     | A1              | 27/8-20-10 en Centro de Arte Chungmu          | [ 24 ] |
| 2019/20 | Sweeney Todd                          | 스위니토드      | Mrs. Lovett     | 2/10-27/1/20 en Charlotte Theater             | [ 24 ] |
| 2020    | Let Me Fly                            | 렛 미 플라이    | Seon-hee        | 7/5-7/7 en Uran                               | [ 24 ] |
| 2020    | Orgullo y prejuicio                   | 오만과 편견     | A1              | 19/9-29/11 en Yes 24 Stage 3, Jongno-gu, Seúl | [ 24 ] |
| 2021    | El hombre de La Mancha                | 맨 오브 라만차  | Aldonza Lorenzo | 2/2-1/3 en Charlotte Theater                  | [ 24 ] |
| 2022    | Let Me Fly                            | 렛 미 플라이    | Seon-hee        | 22/3-12/6 en Yes 24 Stage 1, Jongno-gu, Seúl  | [ 6 ]  |